# الخليج الساروني

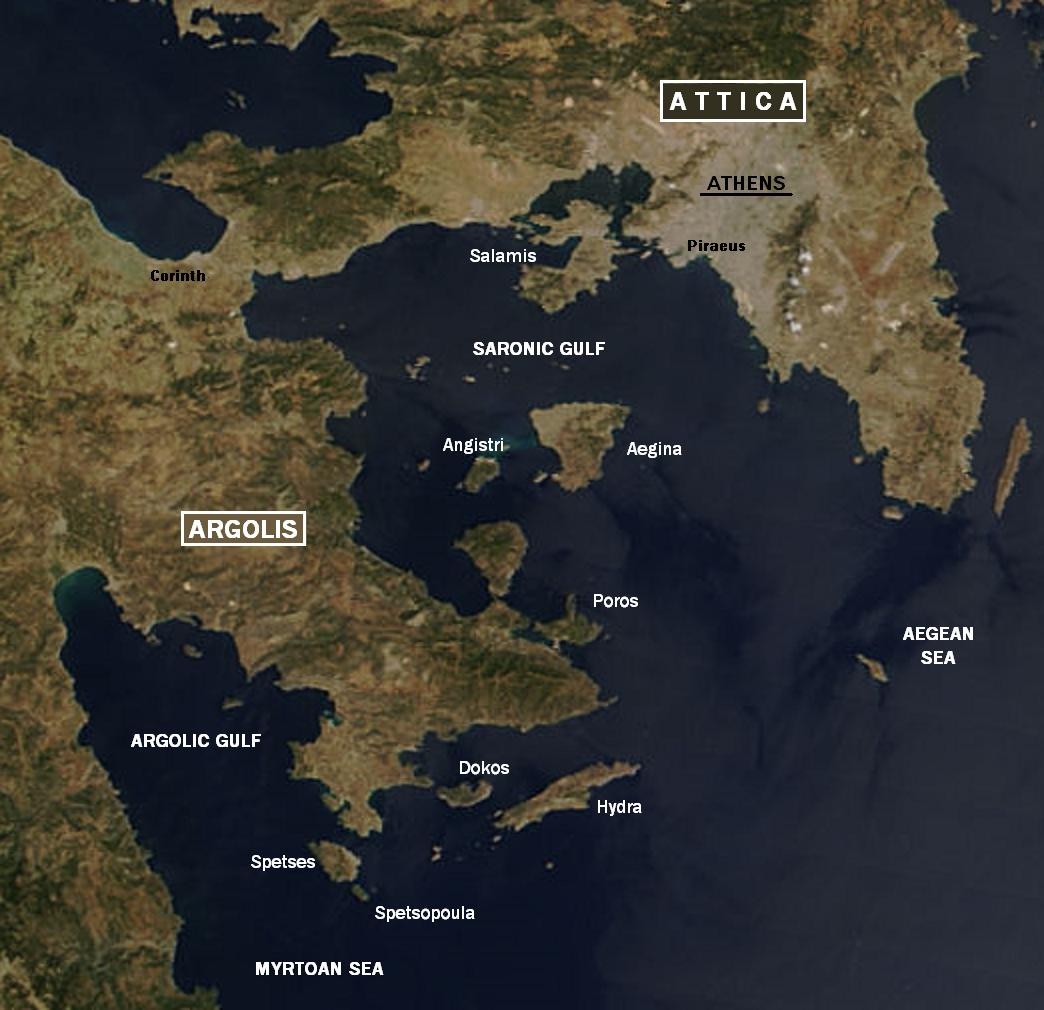
الموقع على الخريطة

الخليج الساروني (باليونانية: Σαρωνικός κόλπος)‏ وهو خليج يقع في أجانيطس في اليونان وهو جُزُء من بحر إيجة ويعرف ببرزخ كورنث ويقع شرق قناة كورنث.